# Пармупалу
Пармупалу (ест. Parmupalu, виро Parmupalu) — село в Естонії, входить до складу волості Миністе, повіту Вирумаа.